# Xylaria arbuscula
Xylaria arbuscula är en svampart som beskrevs av Sacc. 1878. Xylaria arbuscula ingår i släktet Xylaria och familjen kolkärnsvampar.   Inga underarter finns listade i Catalogue of Life.